# 非洲堇屬
非洲堇屬（學名：Saintpaulia），也稱作非洲紫羅蘭(African Violet)，是苦苣苔科下的一屬，原產東非，廣泛用於裁培園藝。（上述分类方法为APG III系统）

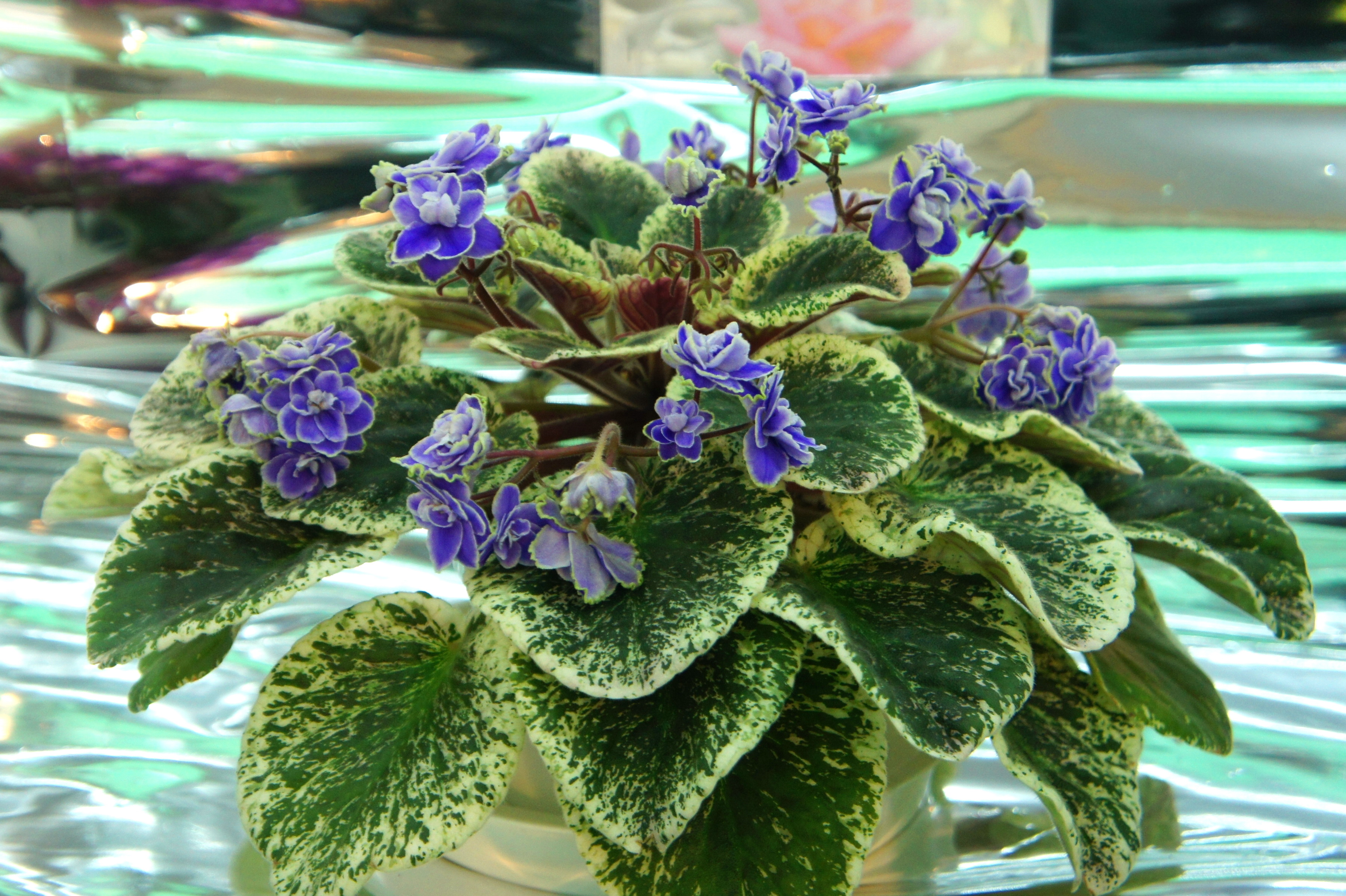
非洲紫蘿蘭

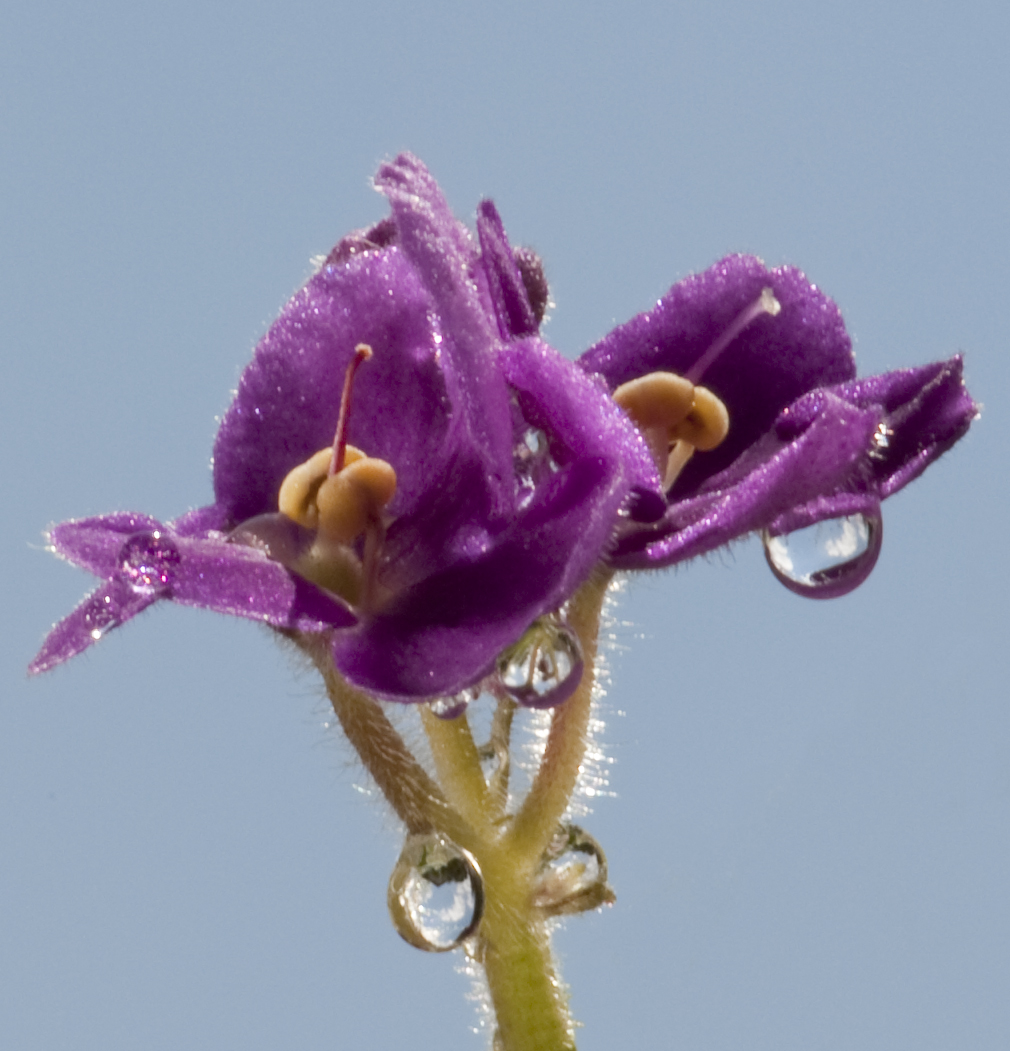
花

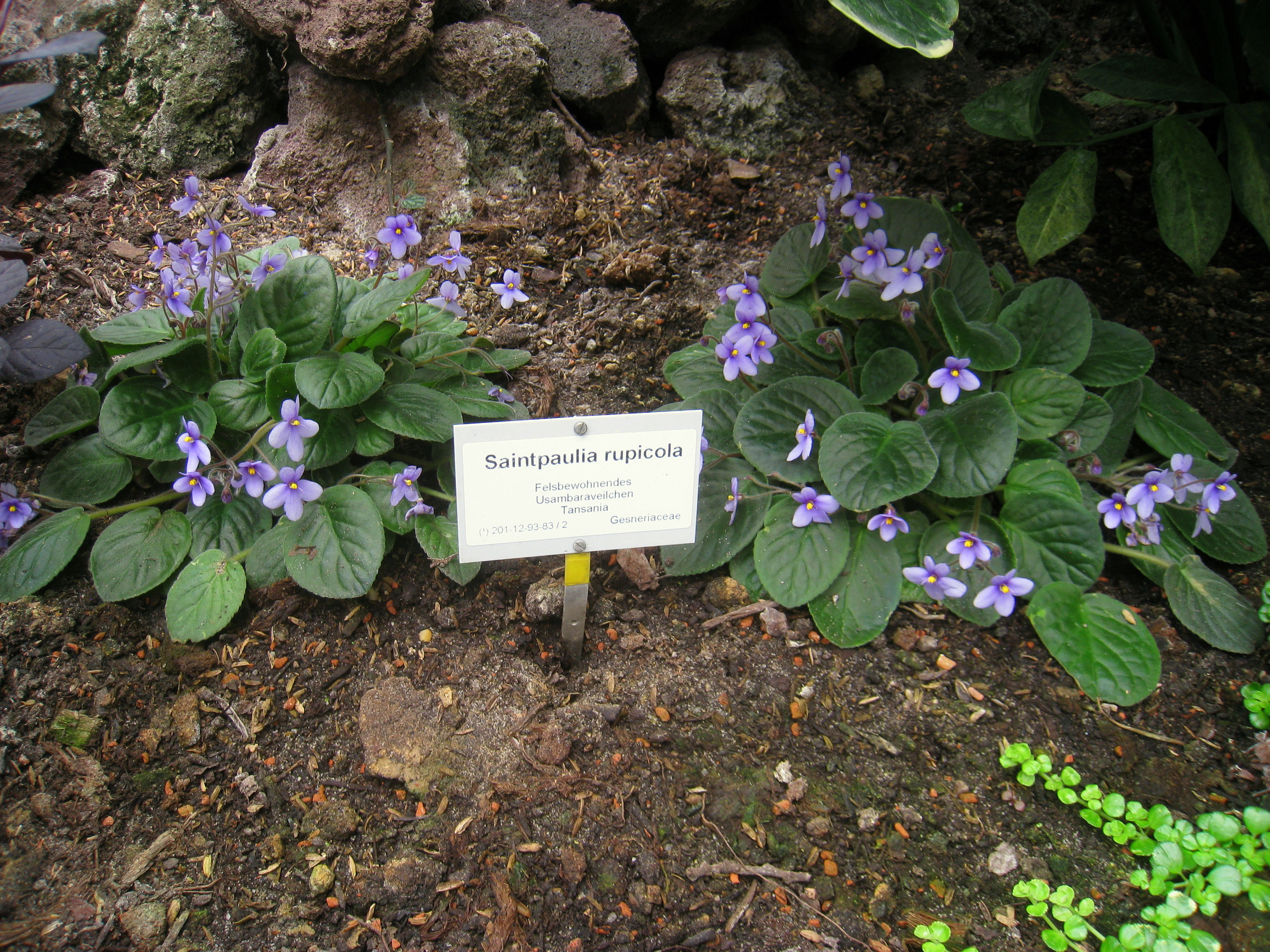
Saintpaulia rupicola = S. ionantha ssp. rupicola

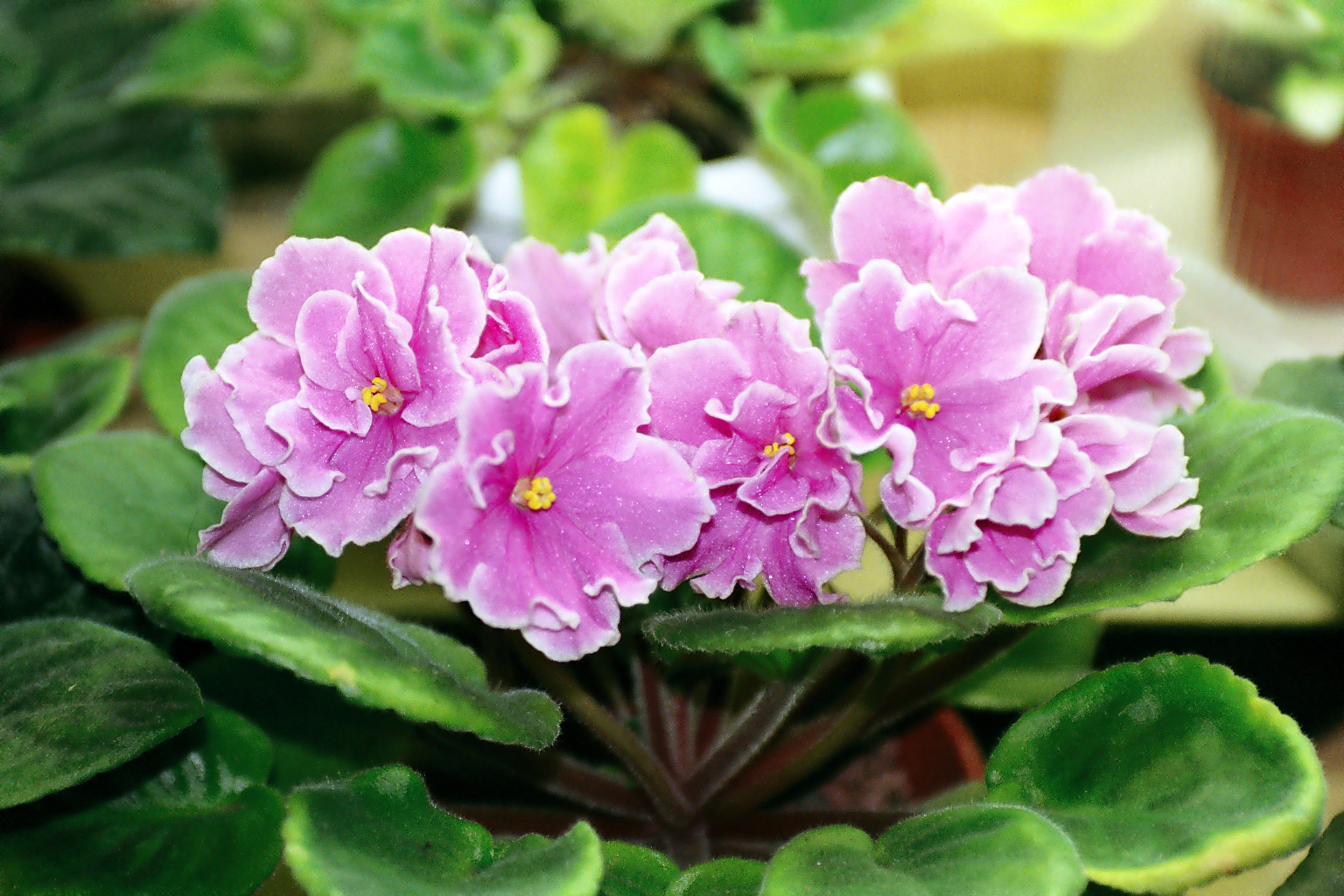

## 植物型態
非洲紫蘿蘭為雙子葉植物，即種子有兩片子葉；全株帶有細毛，其花直徑約2~3公分，花瓣數目通常為四、五或其倍數。
此屬特點是葉被剪下後，能在水中長出根，以至整株新植物。花顏色有紫、淡藍、紅、白、綠等。

## 分布
非洲紫萝兰原产于非洲东部的热带地区。在坦桑尼亚的恩古鲁山脉有很多品种。

## 物种
本属包括以下物种：
- Saintpaulia amaniensis F.M.Roberts
- Saintpaulia brevipilosa B.L.Burtt
- 混扰非洲堇 Saintpaulia confusa B.L.Burtt
- Saintpaulia difficilis B.L.Burtt
- 巴西非洲堇 Saintpaulia diplotricha B.L.Burtt
- Saintpaulia goetzeana Engl.
- Saintpaulia inconspicua B.L.Burtt
- Saintpaulia intermedia B.L.Burtt
- 非洲紫罗兰 Saintpaulia ionantha H.Wendl.，非洲堇[1]
- Saintpaulia kewensis C.B.Clarke
- Saintpaulia magungensis E.P.Roberts
- Saintpaulia pusilla Engl.
- Saintpaulia shumensis B.L.Burtt
- Saintpaulia teitensis B.L.Burtt
- 通温非洲堇 Saintpaulia tongwensis B.L.Burtt
- Saintpaulia ulugurensis Haston
- Saintpaulia watkinsii Haston

### 園藝品種
目前為止已經培育出了各式各樣的園藝品種。
花朵有多種顏色：例如紅色，紫色，黃色、綠色藍色和白色，鑲邊（在花瓣邊緣有特別顏色)，眼（僅在花的中心有特別顏色），縞斑（從花的中心延伸出來的條紋，又可分為內縞及外縞），噴點（像水墨畫一樣有斑點圖案）。花形狀包括堇型，星型，波浪型，和鈴鐺型以及黃蜂型。花瓣數量有單瓣，半重瓣和重瓣之分。
葉子的形狀也各不相同，大致分為普通型，杯形，波浪形（整個葉子呈波浪形），少女葉型等。

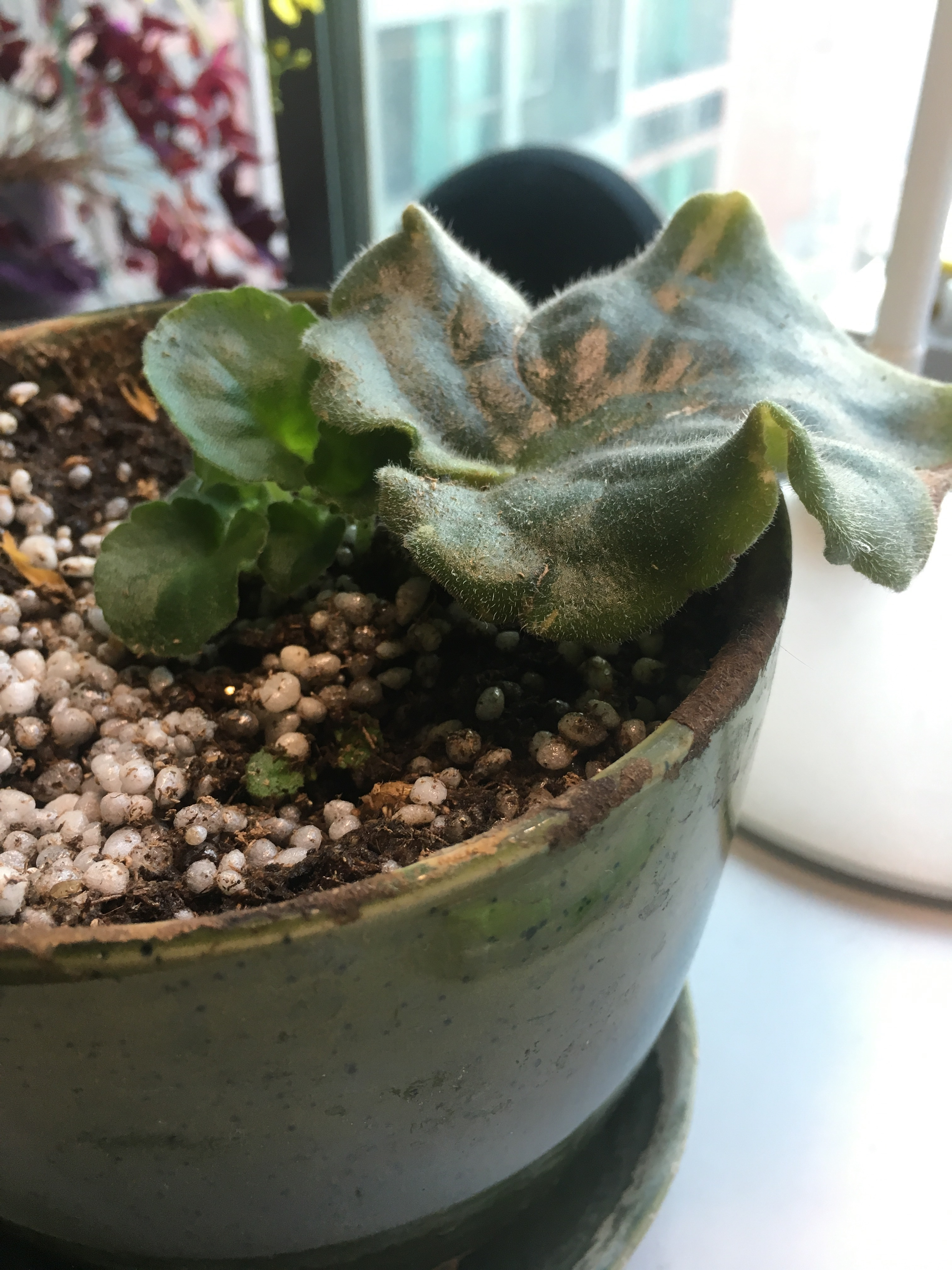
營養繁殖後長出新葉的非洲堇

### 栽種需知事項
非洲紫羅蘭對溫度、光照和澆水十分敏感。最佳生長溫度約為 16 – 24 ℃。 合適的間接陽光有利開花。要小心避免澆水過多。澆水過多可以引致爛根。

## 外部連結
- 台灣非洲堇聯誼會
- 非洲紫羅蘭之友 - 新品種分享